# Меїсса Теінде Ведж
Меїсса Теінде Ведж (Уедж) (д/н —1748) — 16-й дамель (володар) держави Кайор в 1719—1748 роках.

## Життєпис
Походив з династії Фалл, гілки Гедж. Син дамеля Лат Сукабе Нгоне. 1719 року після смерті батька успадкував трон. Продовжив зовнішню та внутрішню політику попередника. 1722 року вступив у конфлікт з братом, що був теігне (правителем) держави Баол, чим спричинив втручання в справу держави Ваало. В свою чергу 1724 року намагався використати складу ситуацію в останній для розширення свого впливу, проте без успіху.
1733 року Меїсса Теінде Ведж домігся обрання себе теігне Баолу, чим відновив старовинну унію. Помер 1748 року. Йому спадкував небіж Меїсса Біге.